# SourceWatch
SourceWatch, anteriormente llamada Disinfopedia es una enciclopedia libre de difusión por internet que fue fundada en enero del 2003 a partir de varias organizaciones con el fin de documentar sobre propaganda engañosa o fraudulenta. 
La disinfopedia incluye información sobre personas, lobbies intelectuales, (en inglés Think tanks, literalmente "tanques de pensamiento"), empresas de relaciones públicas, fundaciones relacionadas con industrias así como grupos formadores de opinión favorable a industrias concretas. Su principal foco de atención actual es la política del Gobierno de los Estados Unidos de América.
La base para el sitio web es el código fuente de MediaWiki, el mismo que usa Wikipedia.